# 부산은 지금
부산은 지금은 KBS부산 1라디오에서 방송했던 시사교양 프로그램이다.

## 역사
2016년 2월 22일에 첫방송을 시작했으며, 원래는 월요일부터 목요일까지 방송됐으나, 2016년 9월 26일부터 평일 방송으로 확대되어 방송하다가, 2019년 9월 11일 방송을 마지막으로 3년만에 폐지되었다.

## 진행
- 이지현 아나운서

## 역대 방송시간
| 방송 채널       | 방송 기간                         | 방송 시간                       |
| --------------- | --------------------------------- | ------------------------------- |
| KBS부산 1라디오 | 2016년 2월 22일 ~ 2016년 9월 22일 | 월~목요일 저녁 6:10 ~ 저녁 6:58 |
| KBS부산 1라디오 | 2016년 9월 26일 ~ 2018년 9월 28일 | 평일 오후 5:10 ~ 오후 5:58      |
| KBS부산 1라디오 | 2018년 10월 1일 ~ 2019년 9월 11일 | 평일 오후 5:05 ~ 오후 5:58      |